# Cheilinus chlorourus
Cheilinus chlorourus là một loài cá biển thuộc chi Cheilinus trong họ Cá bàng chài. Loài này được mô tả lần đầu tiên vào năm 1791.

## Từ nguyên
Từ định danh chlorourus được ghép bởi hai âm tiết trong tiếng Hy Lạp cổ đại: khlōrós (χλωρός; "xanh lục") và ourá (οὐρά; "đuôi"), vì loài cá này được mô tả từ một mẫu vật đã khô và vây đuôi của nó được cho là có màu xanh lục trong tranh minh họa (thực ra loài này có nhiều kiểu màu được biết đến, và cũng tùy thuộc vào giới tính).

## Phạm vi phân bố và môi trường sống

Tranh minh họa loài cá này của Bloch

Từ bờ biển Đông Phi, C. chlorourus được phân bố rộng khắp các vùng biển thuộc khu vực Ấn Độ Dương-Thái Bình Dương, trải dài về phía đông đến quần đảo Marquesas và Tuamotu, giới hạn phía bắc đến quần đảo Ryukyu (Nhật Bản), xa về phía nam đến Nouvelle-Calédonie và đảo Rapa Iti.
Ở Việt Nam, loài này được ghi nhận tại quần đảo Cát Bà-Quảng Ninh, cù lao Chàm (Quảng Nam), vịnh Nha Trang (Khánh Hòa), cù lao Câu cùng các đảo đá ngoài khơi Bình Thuận, đảo Phú Quốc, đảo Cồn Cỏ (Quảng Trị), đảo Lý Sơn (Quảng Ngãi), bờ biển Ninh Thuận, Côn Đảo, quần đảo An Thới (Kiên Giang), cũng như tại quần đảo Hoàng Sa và quần đảo Trường Sa.
C. chlorourus sống trên rạn viền bờ và trong đầm phá, nơi có san hô xen lẫn cát và đá vụn, có khi được nhìn thấy trong thảm cỏ biển ở độ sâu đến ít nhất là 30 m.

## Mô tả

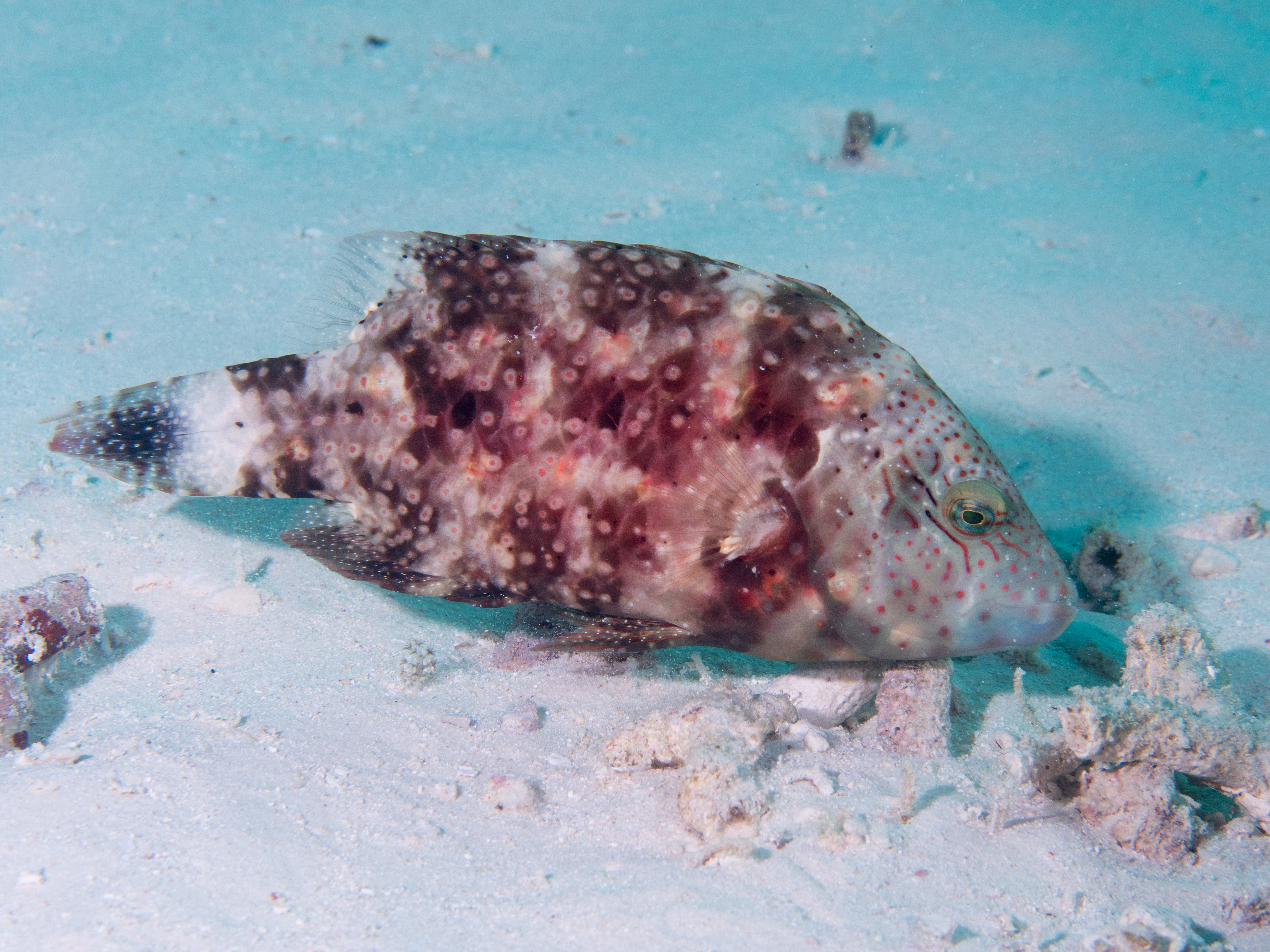
C. chlorourus (màu nâu đỏ)

Chiều dài lớn nhất được ghi nhận ở C. chlorourus là 45 cm. C. chlorourus có nhiều biến dị màu sắc, từ màu nâu lục, nâu xám đến xám nhạt hoặc đỏ nâu, thường lốm đốm các mảng trắng và vệt nâu sẫm trên khắp cơ thể. Chúng có thể nhanh chóng chuyển đổi qua lại giữa các kiểu hình tùy thuộc vào môi trường xung quanh để ngụy trang.
Vảy cá hai bên thân lại có các chấm xanh lam hoặc nâu (xuất hiện cả trên vây lưng và vây hậu môn). Đầu có nhiều chấm đỏ, thường tụ lại xung quanh mắt thành các vệt dài hơn. Vây đuôi của những con đực trưởng thành có những sợi tia vây kéo dài ở hai rìa trên và dưới tạo thành hai thùy đuôi.
Số gai ở vây lưng: 10 (loài Cheilinus duy nhất có 10 gai vây lưng); Số tia vây ở vây lưng: 8–9; Số gai ở vây hậu môn: 3; Số tia vây ở vây hậu môn: 8; Số tia vây ở vây ngực: 12; Số gai ở vây bụng: 1; Số tia vây ở vây bụng: 5.
C. chlorourus là loài chị em với Cheilinus abudjubbe.

## Sinh thái học
Thức ăn của C. chlorourus là các loài thủy sinh không xương sống, bao gồm động vật thân mềm, động vật giáp xác, giun nhiều tơ và cầu gai.

## Thương mại
C. chlorourus được thu thập trong ngành thương mại cá cảnh. Ở Úc, loài này được xuất khẩu với giá 6 đến 12 AUD tùy theo kích thước của chúng. C. chlorourus còn được xem là một loài hải sản và được đánh bắt giải trí ở Hồng Kông cũng như Indonesia.